# París-Roubaix 1969
La 67.ª edición de la París-Roubaix tuvo lugar el 13 de abril de 1969 y fue ganada en solitario por el belga Walter Godefroot. 

## Clasificación final

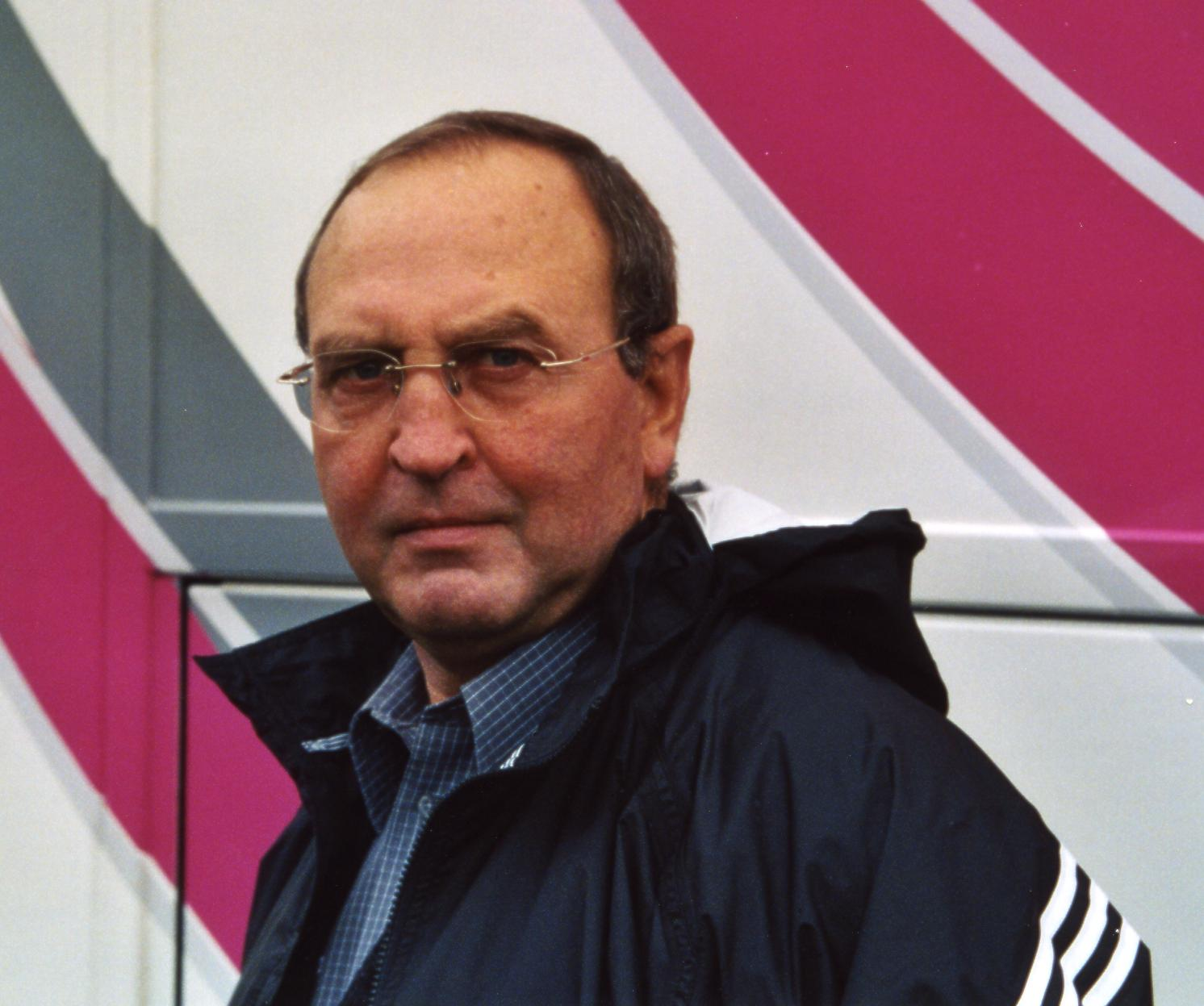
Walter Godefroot, ganador de esta edición

| Posición | Ciclista           | Equipo                           | Tiempo     |
| -------- | ------------------ | -------------------------------- | ---------- |
| 1        | Walter Godefroot   | Flandria-De Clerck-Krueger       | 6h 46' 47" |
| 2        | Eddy Merckx        | Faema                            | + 2' 39"   |
| 3        | Willy Vekemans     | Goldor-Hertekamp-Gerka           | m. t.      |
| 4        | Felice Gimondi     | Salvarani                        | m. t.      |
| 5        | Roger de Vlaeminck | Flandria-De Clerck-Krueger       | m. t.      |
| 6        | Cees Zoontjens     | Caballero                        | + 10' 25"  |
| 7        | Cyrille Guimard    | Mercier-Hutchinson-BP            | + 10' 39"  |
| 8        | Patrick Sercu      | Faema                            | m. t.      |
| 9        | Willy Bocklant     | Pull Over Centrale-Tasmanie-Novy | m. t.      |
| 10       | Barry Hoban        | Mercier-Hutchinson-BP            | m. t.      |